# Bagicz (przystanek kolejowy)
Bagicz – nieczynny przystanek kolejowy z ładownią w Bagiczu, w województwie zachodniopomorskim, w Polsce.